# Laigné-Saint-Gervais
Laigné-Saint-Gervais község Franciaország Loire mente régiójában, Sarthe megyében. Új községként 2025. január 1-jén jött létre Laigné-en-Belin és Saint-Gervais-en-Belin község egyesítésével. Az egyesüléskor az új község lélekszáma 4371 fő lett. Lakosainak száma 4260 fő (2022. január 1.).

## Népesség
| 2021 | 4 284 |
| 2022 | 4 260 |